# Circunscrições eclesiásticas católicas da Hungria
A Igreja Católica na Hungria está organizada em: 
- quatro províncias eclesiásticas, um Ordinariato Castrense e uma abadia territorial de rito latino;
- numa província eclesiástica de rito bizantino pertencente à Igreja Católica Bizantina Húngara.

## Dioceses de Rito Latino

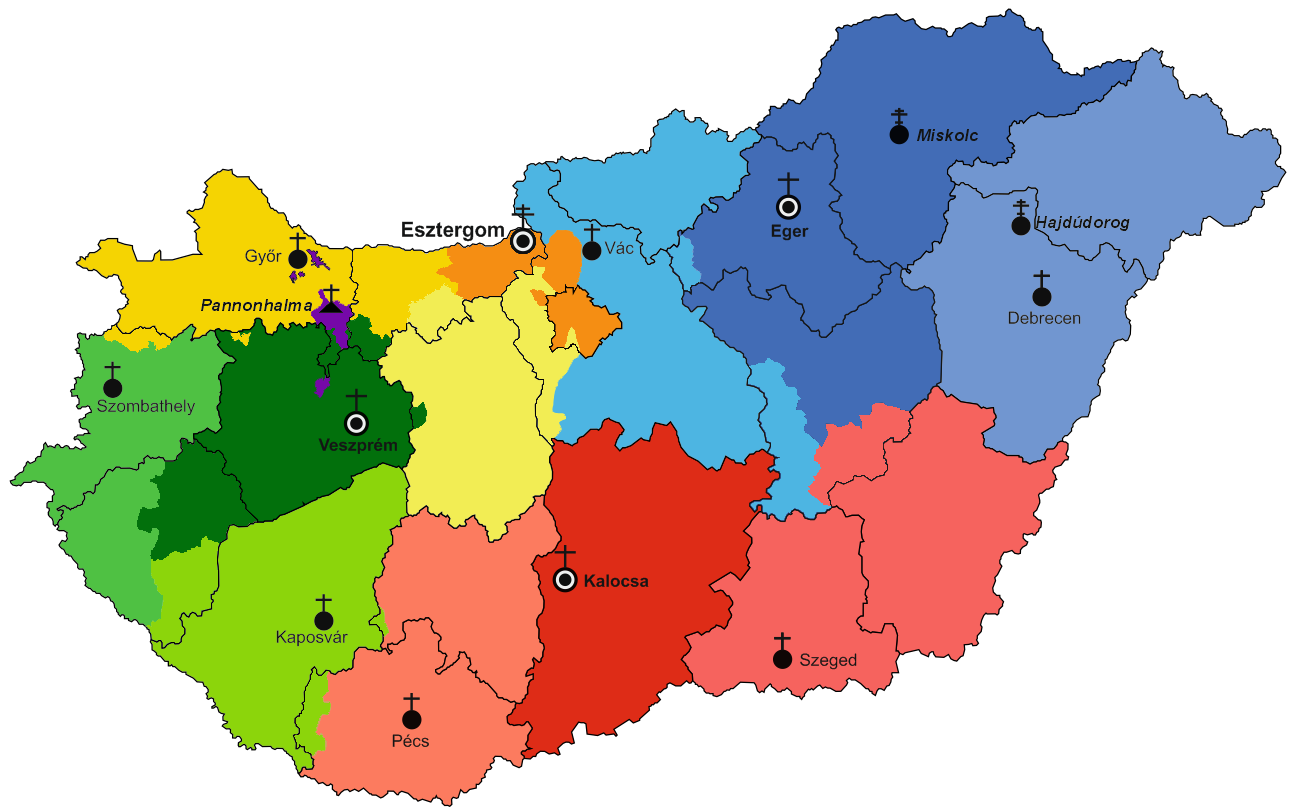
Dioceses Húngaras de Rito Latino

## Dioceses de Rito Latino[1]

### Província Eclesiástica de Eger
- Arquidiocese de Eger
  - Diocese de Debrecen–Nyíregyháza
  - Diocese de Vác

### Província Eclesiástica de Esztergom–Budapeste
- Arquidiocese de Esztergom–Budapeste, sé primaz da Hungria

Eparquias da Igreja Católica Bizantina Húngara

  - Diocese de Gyor
  - Diocese de Székesfehérvár

### Província Eclesiástica de Kalocsa–Kecskemét
- Arquidiocese de Kalocsa–Kecskemét
  - Diocese de Pécs
  - Diocese de Szeged–Csanád

### Província Eclesiástica de Veszprém
- Arquidiocese de Veszprém
  - Diocese de Kaposvár
  - Diocese de Szombathely

### Jurisdições Sui Iuris
- Abadia territorial de Pannonhalma
- Tábori Püspökség (Ordinariato Castrense)

## Eparquias daIgreja Católica Bizantina Húngara[2]

### Província Eclesiástica de Hajdúdorog
- Arquieparquia de Hajdúdorog
  - Eparquia de Miskolc
  - Eparquia de Nyíregyháza